# 縱鶴拳
縱鶴拳，清末南拳的一種，根本源自福建永春縣白鶴拳，由福州方徽石發展起來。縱鶴拳傳到台灣後，稱為軟拳。
「縱」為福州方言，與“宗”字同音，按字義解釋：「縱者緩也，發矢曰縱」。其勢如人體突受冷而顫抖，以「縱」為名，其意在突出鶴拳的彈、抖、震、撞之力量。
方徽石將鶴拳（硬鶴）改為軟手（軟肢鶴），所傳套路有三戰(四門)，二步，四步，五步，搖櫓手，走馬三角，雙蝴蝶，抖肢三剋，蝴蝶穿花，八角穿心共十套拳。“以轻清柔实为体，震身抖动为用”，“运气周其身，又聚周身之气，透双拳而出，出时作吼声，久则并声而无之，但闻鼻息出入。手分金木水火土....”。
縱鶴拳注重行功練氣，氣沉丹田，注氣不注力，注意更注氣，用法上講求見力生力，見力化力，見力剋力，見力棄力；縱鶴拳之勁主要分為剛、柔、虛、實、直、橫、斜七種。

## 拳經
祖曰：「白鶴仙師傳與福寧府北門外，方種公之女方七娘。」教傳永春西門曾四叔，得有十分拳法。教傳永春廿八人，樂杰第一、王打胸弟二、林、蔡、邱、吳、許、康、周、顏、張、辜、李、黃、白諸家，稱為廿八英俊，為鄭李叔乃英俊外一名，獨超群拔萃。白戒與鄭李叔永春教傳鄭寵叔，寵叔傳福州李師，再傳福州福清館口人氏方世培(諱徽石)，鶴法至此猛殺，復求輕柔震彈，則盡善盡美矣。偶觀寒鴉顫身雨散，木為之搖，溺犬搖駿，水珠飛濺。臨池審視魚身柔游，蝦臂伸縮，因有所悟，而易鶴法以鬆柔、圓化、摔彈、抖震為形，意氣為體，呼吸為用之拳法。世培為後祖，再傳方永華，唐依鶴、林孔培、蔡道恬、王陵、時譽｢八閩五虎將」。五虎將之首，世培之子方永華再傳子方紹翥(阿鳳師)，方紹峰。

## 承傳
方世培的侄儿方永苍，將纵鹤拳傳與林国仲（字二高）。林國仲廿五歲初拜方紹鋒為師，習拳兩年後，方紹鋒染瘟疫過世，於是上茶山再拜師伯方永蒼為師。方永蒼其子方傳圭，孫方美權，曾孫方德流等，皆未習武，一生得意傳人，知名者僅林國仲一人。林二高在民国十一年（1922年），到台湾云林發展纵鹤拳，是纵鹤拳可以繼續流传台湾各地。林国仲终於1968年，享壽84 岁。門人遍佈全台灣，現今(2009年)在台灣較為知名的傳承有，台北縣林朝火師父
，雲林縣林英明師父(二高子)，林英明師父深獲台灣縱鶴門人愛戴並推舉為掌門人。
方氏另一徒，程学深，传方绍峰，方绍峰（多誤寫為金紹峰）曾与王薌斋切搓，可惜不久染疫過世。於是王薌斋拜訪方永苍，在福州长住三年共研拳技。
另有一支派為方世培之孫方紹翥(阿鳳師)縱鶴拳第三代掌門人,曾受重金禮聘來台，教授縱鶴拳之精華於其閉門弟子童金龍。相傳在授業結束之後，方紹翥將要返回福建之時曾對童金龍立下"吾所傳汝之縱鶴拳，如有所保留，此船將上不了福建海岸"之毒誓。童隨後將縱鶴拳之精華傳與其主要弟子紀保重、何富雄、謝文邦、鐘斌光等人。另外日本四大空手道流派之一的剛柔流宗師金城昭夫與伊志嶺朝信，也曾拜師於童金龍門下，將縱鶴拳特有的柔軟發勁技巧與空手道地剛勁結合，現於日本廣為流傳。所傳套路有三戰,四門,五步,雙蝴蝶，飛蝴蝶，玉蝴蝶，八角穿心,迫技連環戰(縱鶴拳之總綱). 鶴拳槌手: 二步，二步連還，過技走角，三角走馬，五步搥手，蝴蝶盤，散手搥，亂技對打，游技散手法等
創縱鶴的方世培有二子，分別為方永梁及方永華。福清方家說方家並無方永蒼這人，有族譜為證。在福清的宗鶴拳傳習所及方世培故居，牆上掛著縱鶴拳傳承人介紹文字，都記載張常球(台中二高)為第二代傳承人，林國仲為方紹峰之徒，列第三代傳承人。

## 三戰示要
鶴祖此經傳道曰：「舉意不舉力，記氣不記形」吞吐浮沉、飛鳴宿食。吞似貓兒捕鼠之狀、吐似猛虎出林之勢、浮如飛鳶迎風鎮地、沉乃二龍變化之法。飛似大鵬展翅之狀、鳴聲記高聲之禁、宿如白熊初醒之態、食乃白鶴啄物之象也。總是頭身手足四種之氣勢，總為三戰之步法也。

### 論明勢之法
一貫三關力不失，五枝四路任君行。四面狂風車輪轉，成功只要日月明。似龍搶珠雲蔽日，交接順風橫與直。吞吐浮沉君須記，飛鳴宿食定心神。眼如弓、手似箭、出手如弓弩射箭，對敵人似大風擺柳。上下轉曲一身力，左右分辨從子午﹔來有聲，去無影，千變萬化連葉接枝，似山無涯，似海無底，學者不可以其近而忽之也。

### 論動靜之法
論身中動靜之形勢，總是頭正腰平直，不可偏側，前有陽筋，後有陰筋，下部墜落，上部鬆沉，兩肩相隨，天庭頂天，步步降地，所馮呼吸一氣發出。朣子關瞻不失，靜以待動為之雨力，動以引靜為之風力，風雨認真，勢如破竹，即可見手足俱動一身沉靜，如風雨之勢也。